# Illusion of Bliss
Illusion of Bliss é uma canção recordada pela cantora americana Alicia Keys para seu sexto álbum de estúdio Here. A música foi apresentada pela primeira vez no video documentário "The Gospel" publicado em 3 de Novembro de 2016 no seu canal do Youtube/Vevo. 
A primeira performance aconteceu no talk show Jimmy Kimmel Live em 09 de Fevereiro de 2017.

## Composição
Foi composta e produzida por Alicia Keys em parceria com seu marido Swizz Beatz e Mark Batson, Harold Lilly também participou do processo de composição.